# Super Bowl XIV
Der Super Bowl XIV war der 14. Super Bowl der National Football League (NFL). Am 20. Januar 1980 standen sich die Pittsburgh Steelers und die Los Angeles Rams im Rose Bowl Stadium in Pasadena, Kalifornien, gegenüber. Sieger waren die Pittsburgh Steelers bei einem Endstand von 31:19. Pittsburghs Quarterback Terry Bradshaw, der 14 von 21 Pässen für 309 Yards und zwei Touchdowns komplettierte, wurde zum Super Bowl MVP gewählt.

## Hintergrund
Super Bowl XIV hält bis heute den Zuschauerrekord für Super Bowls. Dieser hätte auch erst beim Super Bowl XLV im neuen Stadion der Dallas Cowboys gebrochen werden können, da die NFL Super Bowls nur noch in Stadien austrägt, in denen auch eine Mannschaft der Liga spielt und keines der aktuellen Stadien der NFL hat auch nur annähernd 100.000 Sitzplätze.
Die Steelers wurden im Vorfeld stark favorisiert, da sie schon drei Super Bowls gewonnen hatten. Sie selbst nahmen das Spiel nicht so leicht, da sie eine Statistik von zwölf Niederlagen bei nur einem Sieg gegen die Rams hatten.

## Spielverlauf
Das Spiel begann mit einem Field Goal für die Steelers, gefolgt von einem Touchdown der Rams, womit sie in Führung gingen. Im zweiten Viertel machten die Steelers einen Touchdown und die Rams zwei weitere Field Goals. Die ersten Punkte in der zweiten Spielhälfte waren ein 47 Yards lange Touchdownpass von Bradshaw zu Lynn Swann, darauf folgte ein weiterer der Rams, weshalb es am Ende des dritten Viertels 19:17 für Los Angeles stand. Die Steelers schafften mit zwei Touchdowns jedoch das erste 4th Quarter Comeback in der Geschichte des Super Bowls. Somit stand es am Ende 31:19.

## Schiedsrichter
Hauptschiedsrichter des Spiels war Fred Silva. Er wurde unterstützt vom Umpire Al Conway, Head Linesman Burl Toler, Line Judge Bob Beeks, Field Judge Charley Musser, Back Judge Stan Javie und Side Judge Ben Tompkins.